# Coplas de Yoçef
Las Coplas de Yoçef son un poema medieval del siglo XIV escrito en castellano con caracteres hebreos. Sus 42 estrofas se conservan en el mismo manuscrito que los Proverbios morales de don Sem Tob, y está destinado a la comunidad judía, posiblemente para ser leído durante la celebración religiosa del Purim.
Cuenta la misma historia del Poema de Yuçuf, es decir, la historia del patriarca José del Génesis y los dos pertenecen al mester de clerecía o al menos están escritos en cuaderna vía, diferenciándose en que las Coplas de Yoçef se basan en la tradición bíblica y en las Antigüedades judías de Flavio Josefo, mientras que el homónimo mudéjar lo hace según la sura XII de la tradición coránica. Alan D. Deyermond lo data en la primera mitad del siglo XIV, mientras que el árabe es probablemente de la segunda mitad. Asimismo, la cuaderna vía de las Coplas de Yoçef es más regular, tiene rima interna en los hemistiquios, y estos son hexasílabos.